# MAZ-6440
Der Lastkraftwagen MAZ-6440 (russisch МАЗ-6440, deutsche Transkription eigentlich MAS-6440) ist ein Lkw-Prototyp des belarussischen Fahrzeugherstellers Minski Awtomobilny Sawod, der hauptsächlich 2011 entwickelt wurde. Das Fahrzeug wird derzeit nicht in Serie gefertigt und es sind auch keine Pläne einer möglichen Serienproduktion bekannt.

## Beschreibung
Erste Verlautbarungen über die Entwicklung einer neuen Zugmaschine für den Fernverkehr gab es von MAZ im Dezember 2010. Bereits ein halbes Jahr später, am 17. Mai 2011, wurde in Minsk der Prototyp MAZ-6440RA vorgestellt. Er weist gegenüber anderen Sattelzugmaschinen des Herstellers einige Besonderheiten auf. So ist es zum Beispiel das einzige Modell, welches in einer Langhauberbauweise ausgeführt wurde. Die Fertigung von Langhauberzugmaschinen stellt heute in Europa und auch in Russland eine Ausnahme dar, für die von Seiten von MAZ keine Begründung gegeben wurde. Außerdem ist das Fahrzeug mit einem Leergewicht von fast 11,5 Tonnen verhältnismäßig schwer im Vergleich zu Standardzugmaschinen. Der Prototyp wurde für eine technisch zulässige Gesamtmasse von 63 Tonnen ausgelegt, obwohl in keinem der Länder, in denen ein größerer Absatzmarkt des Herstellers existiert, eine solche Gesamtmasse im Straßenverkehr ohne Sondergenehmigungen zulässig wäre.
Der Motor der Zugmaschine ist, anders als bei den Standardzugmaschinen des Herstellers, ein V8-Dieselmotor. Die Einzelanfertigung mit 600 PS Leistung wurde vom Minski Motorny Sawod (MMS) zugeliefert. Das Getriebe stammt vom amerikanischen Unternehmen Allison Transmission.
Zirka 10 Monate nach Vorstellung der ersten Version wurde eine überarbeitete Variante präsentiert. Wesentlichste Änderung war dabei eine neue Karosserieform mit geschwungeneren Linien. Ansonsten gibt es kaum Unterschiede zwischen Version eins und zwei.

## Technische Daten
- Motor: V8-Dieselmotor, erfüllt EURO-4-Abgasnorm
- Motortyp: MMS D-283.4E4-22
- Leistung: 440 kW (600 PS)
- Getriebe: Sechsgang-Automatik
- Getriebetyp: Allison 4500R
- Tankinhalt: 2 × 500 l Dieselkraftstoff
- Antriebsformel: (6×4)
- Kabine: Zwei-Bett-Kabine mit flachem Boden
- Höchstgeschwindigkeit: elektronisch auf 90 km/h begrenzt

Abmessungen und Gewichtsangaben
- Zulässige Gesamtmasse des Sattelzugs: 63.000 kg
- Leermasse Zugfahrzeug: 11.150 kg
- Leermasse des Sattelzuges: 18.300 kg
- Technisch maximale Zuladung: 44.700 kg
- Achslast vorne: 7000 kg
- Achslast Doppelachse hinten: 23.000 kg
- Zulässige Last auf der Sattelkupplung: 10.500 kg
- Länge des Zugfahrzeugs: 8080 mm
- Länge des Zugs: 18.450 mm
- Radstand: 4300+1350 mm
- Höhe der Sattelkupplung: 1150 mm
- Reifendimension: 315/70R22.5